# Tim Weiner
Tim Weiner (n. 20 iunie 1956, White Plains, New York, SUA) este un reporter și scriitor american. Este autorul a patru cărți și co-autor al unei a cincea, și câștigător al premiului Pulitzer și al National Book Award. Cea mai nouă carte a sa este One Man Against The World: The Tragedy of Richard Nixon.

## Biografie
A absolvit Columbia College (New York) și Columbia University Graduate School of Journalism. Weiner a lucrat pentru revista Times din 1993 până în 2009 fiind corespondent străin în Mexic, Afganistan, Pakistan și Sudan și corespondent de securitate națională la Washington, DC.
Weiner a câștigat premiul Pulitzer pentru reportaj național în 1988 în calitate de reporter de investigații la The Philadelphia Inquirer, pentru articolele sale privind cheltuielile bugetului secret de la Pentagon și CIA. Cartea sa Blank Check: Bugetul negru al Pentagonului se bazează pe articolele de ziare.
A câștigat National Book Award pentru non-ficțiune pentru cartea sa din 2007 CIA: O istorie secretă.
Cartea sa FBI: O istorie secretă urmărește istoria operațiunilor secrete de informații ale FBI - de la crearea biroului la începutul secolului al XX-lea, mergând până la rolul său continuu în războiul împotriva terorismului.

## Cărți
- en Blank Check: The Pentagon's Black Budget by Tim Weiner. Aspect. September 1990. ISBN: 978-0446514521 (Pe baza unei serii de articole câștigătoare a Premiului Pulitzer, „Blank Check” dezvăluie tezaurul secret al președintelui american; oferă o privire asupra modului în care Pentagonul cheltuie banii publici fără consimțământ sau cunoașterea publicului.[6])
- en Betrayal: The Story of Aldrich Ames, an American Spy by Neil A. Lewis, Tim Weiner,  and David Johnston Random House, May 1, 1995. 308 pages. ISBN: 978-0-679-44050-5
- CIA: O istorie secretă de Tim Weiner. Editura Litera. 2019. ISBN: 978-606-33-3648-5
- FBI: O istorie secretă de Tim Weiner. Editura Litera. 2019. ISBN: 978-606-33-3467-2
- en One Man Against The World: The Tragedy of Richard Nixon by Tim Weiner. June 2015. ISBN: 978-1-6277-9083-3